# Charles Barney Cory
Charles Barney Cory (Boston, 31 gennaio 1857 – 31 luglio 1921) è stato un ornitologo e golfista statunitense.

## Biografia
Cory nacque a Boston. Suo padre aveva fatto fortuna con un'impresa di importazioni e quindi Cory non ebbe mai bisogno di lavorare. All'età di sedici anni sviluppò un grande interesse per l'ornitologia e iniziò a collezionare esemplari impagliati. Grazie alle possibilità economiche e al fatto che iniziò a viaggiare già da giovane, divenne il migliore collezionista di uccelli dei Caraibi e della regione del Golfo del Messico.
Cory fu membro di varie associazioni. Iniziò a studiare sia ad Harvard che alla Facoltà di Diritto dell'Università di Boston, ma ben presto abbandonò gli studi per poter continuare i suoi viaggi. Nel 1883 fu uno dei quarantotto ornitologi invitati a fondare l'Unione Americana degli Ornitologi. Quando la sua collezione di uccelli, composta da 19.000 esemplari, divenne troppo grande per poter essere ospitata nella sua casa, la donò al Field Museum di Chicago, dove venne nominato Curatore di Ornitologia. La raccolta dei 600 volumi di ornitologia prodotti da Cory venne pubblicata da Edward E. Ayer nel 1894 e fu in parte donata al museo. Cory perdette la sua intera fortuna nel 1906 e per poter vivere ottenne un posto al museo come Curatore di Zoologia, posizione che mantenne per tutto il resto della vita.
Cory scrisse molti libri, tra cui The Birds of Haiti and San Domingo (1885), The Birds of the West Indies (1889) e The Birds of Illinois and Wisconsin (1909). La sua ultima grande opera furono i quattro volumi del Catalogue of the Birds of the Americas, che venne completato dopo la sua morte da Carl Edward Hellmayr.
Cory fu il primo a descrivere la berta maggiore come specie separata. Questa era stata descritta in precedenza da Giovanni Antonio Scopoli nel 1769, ma esso la ritenne una semplice sottospecie di un'altra berta.
Cory partecipò come giocatore di golf alle Olimpiadi del 1904, ma non vinse alcuna medaglia.

## Opere
- Birds of the Bahama islands; containing many birds new to the islands, and a number of undescribed winter plumages of North American species (Boston, 1880).
- Catalogue of West Indian birds, containing a list of all species known to occur in the Bahama Islands, the Greater Antilles, the Caymans, and the Lesser Antilles, excepting the islands of Tobago and Trinidad (Boston, 1892).
- The birds of eastern North America known to occur east of the nineteenth meridian (Field Columbian Museum, 1899).
- The birds of Illinois and Wisconsin (Chicago, 1909).
- Descriptions of new birds from South America and adjacent islands (Chicago, 1915).
- How to know the ducks, geese and swans of North America, all the species being grouped according to size and color (Little, Brown & Co., Boston, 1897).
- How to know the shore birds (Limicolæ) of North America (south of Greenland and Alaska) all the species being grouped according to size and color (Little, Brown & Co., Boston, 1897).
- Hunting and fishing in Florida, including a key to the water birds known to occur in the state (1896, Nachdruck 1970).
- The mammals of Illinois and Wisconsin (Chicago, 1912).
- Montezuma's castle, and other weird tales (1899).
- Notes on little known species of South American birds with descriptions of new subspecies (Chicago, 1917).
- Southern rambles (A. Williams & company, Boston,  1881).
- Descriptions of new birds from South America and adjacent Islands... (1915).
- Descriptions of twenty-eight new species and subspecies of neotropical birds...
- Notes on South American birds, with descriptions of new subspecies... (1915).
- Beautiful and curious birds of the world (1880).
- The birds of the Leeward Islands, Caribbean Sea (Chicago, 1909).
- The birds of the West Indies (Estes & Lauriat, Boston, 1889).
- Descriptions of apparently new South American birds (Chicago, 1916).
- Descriptions of twenty-eight new species and sub-species of neotropical birds (Chicago, 1913).
- Hypnotism and mesmerism (A. Mudge & Son, Boston, 1888).
- A list of the birds of the West Indies (Estes & Lauriat, Boston, 1885).
- A naturalist in the Magdalen Islands; giving a description of the islands and list of the birds taken there, with other ornithological notes (1878).